# Psychoda pseudocompar
Psychoda pseudocompar és una espècie d'insecte dípter pertanyent a la família dels psicòdids que es troba a Sud-amèrica: el llac Correntoso (l'Argentina).